# Centromerus subalpinus
Centromerus subalpinus là một loài nhện trong họ Linyphiidae.
Loài này thuộc chi Centromerus. Centromerus subalpinus được Roger de Lessert miêu tả năm 1907.